# Clinocera wesmaeli
Clinocera wesmaeli är en tvåvingeart som först beskrevs av Macquart 1835.  Clinocera wesmaeli ingår i släktet Clinocera och familjen dansflugor. Arten är reproducerande i Sverige. Inga underarter finns listade i Catalogue of Life.